# Kalgoorlie
Kalgoorlie-Boulder, familièrement appelée Kalgoorlie, est une ville minière du sud-ouest de l'Australie, comptant 29 068 habitants en 2021 et intégrée depuis 1989 à la Cité de Kalgoorlie-Boulder. Le nom de la ville est d'origine aborigène.

## Situation
Elle se trouve en Australie-Occidentale, à 559 kilomètres à l'est de Perth, capitale de l'État. Sa plus proche voisine est Coolgardie, qui est quasiment devenue une ville fantôme, puisqu’elle ne compte plus que 700 habitants, contre 25 000 en 1900, au paroxysme de la fièvre de l'or.
Pour les voyageurs en train qui, partant de Perth, se rendent dans l'est de l'Australie avec le transcontinental « Indian-Pacific », c'est la dernière ville avant de traverser sur près d'un millier de kilomètres, le désert du Nullarbor.

## Histoire

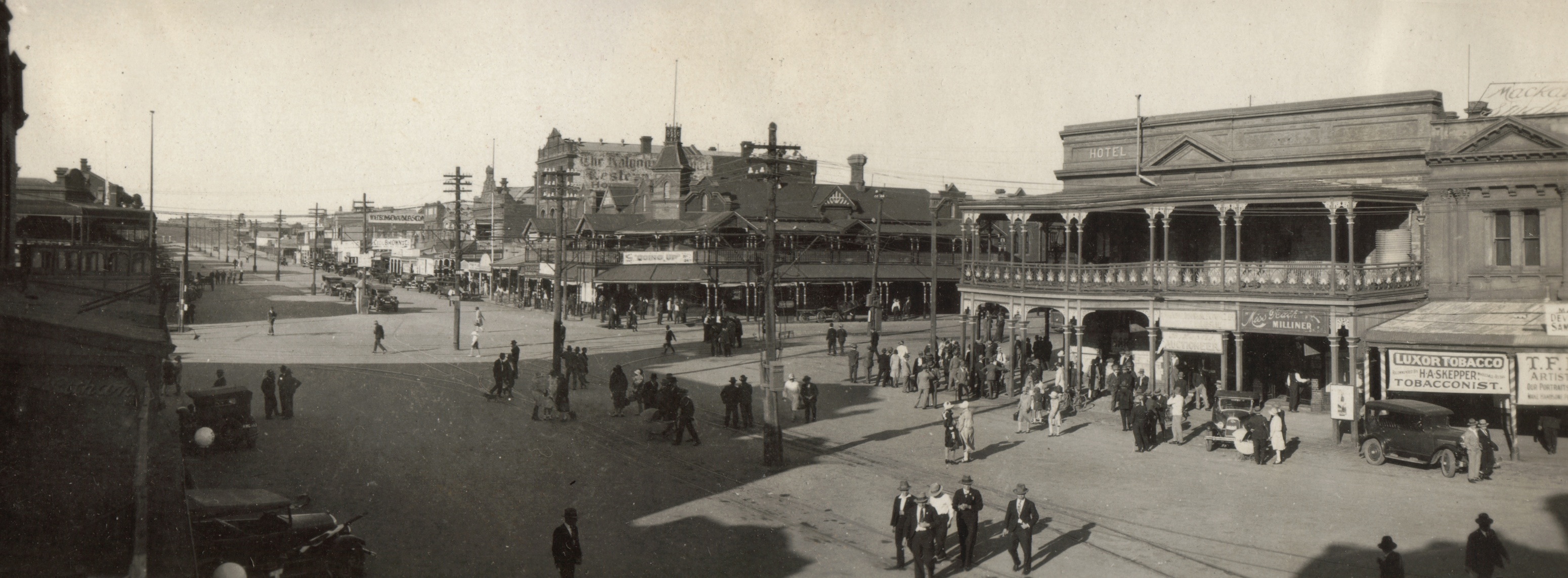
Hannan Street en septembre 1930. LExchange Hotel au centre, le Palace Hotel sur la droite.

Kalgoorlie a été fondée en 1893, à la suite de la découverte d'or à son emplacement actuel, par Paddy Hannan, Daniel O’Shea et Tom Flanagan.

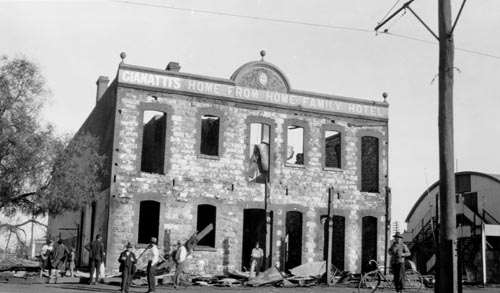
Kalgoorlie après les émeutes de 1934.

Les villes de Kalgoorlie et Boulder ont fusionné en 1989 pour former la cité de Kalgoorlie-Boulder.

## Population
Sa population était de 29 849 habitants lors du recensement de 2018.

## Économie
La première activité industrielle de la ville est l'industrie minière.

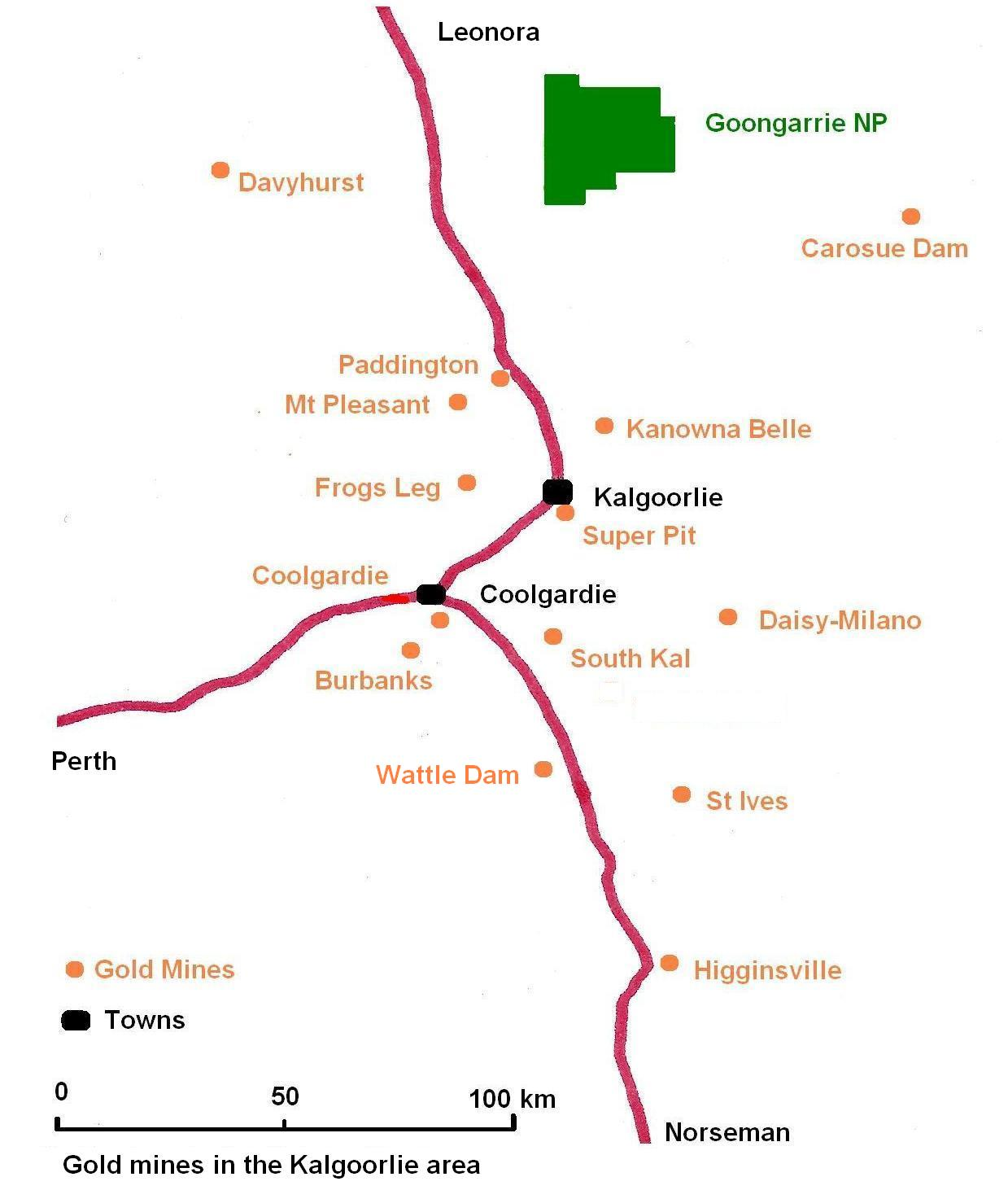
Mines d'or dans la région de Kalgoorlie

 C'est avant tout de l'or qu'on extrait des mines de Kalgoorlie mais on y trouve aussi du nickel en grande quantité. L'Australie est le deuxième producteur mondial d'or.

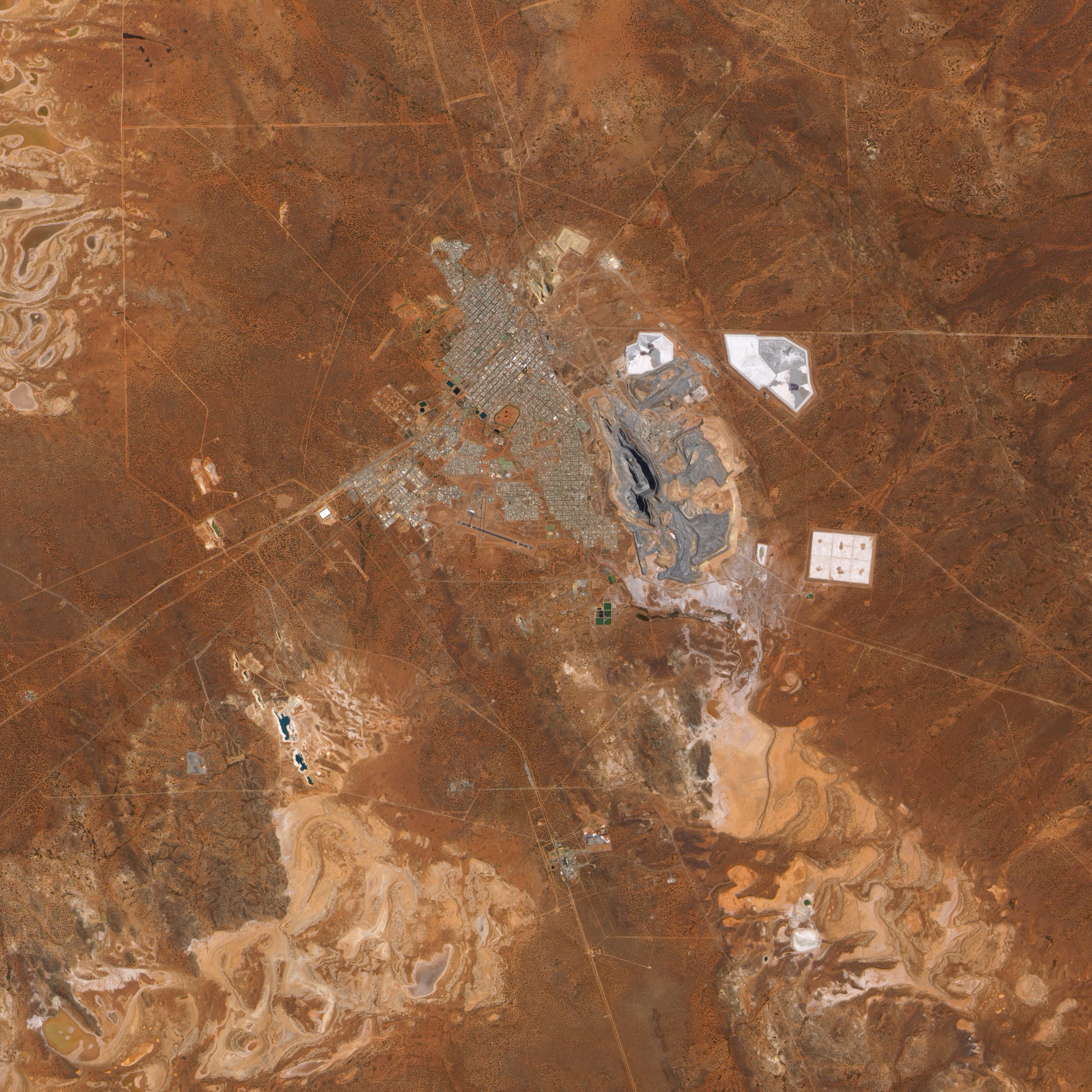
Vue aérienne de la mine Super Pit (au centre) et de Kalgoorlie sur sa gauche.

Le Super Pit, 3,8 km de long, 2 km de large et 400 m de profondeur, est la plus grande mine d'or à ciel ouvert d'Australie. Elle est toute proche de Kalgoorlie et semble prête à engloutir la ville.
À partir de 2008, face à l'immense demande de l'Inde et de la Chine en or et en nickel, les compagnies minières se sont bousculées à Kalgoorlie. La ville est redevenue l'eldorado qu'elle était il y a un siècle.

À Kalgoorlie, le revenu moyen est supérieur de 25 % à celui de l'ensemble de l'Australie.[réf. nécessaire]

## Climat
Kalgoorlie a un climat semi-aride subtropical (Köppen: BSh) avec des étés chauds et des hivers doux. Les précipitations moyennes sont faibles: 264,6 millimètres en 39,3 jours; répartis sur toute l'année, mais les chiffres sont très variables d'une année à l'autre.
Les étes sont chaud, avec une température maximale moyenne de 33,7 °C en janvier, le mois le plus chaud. Les températures dépassent les 40,0 °C presque une fois par semaine quand des vents chauds et secs du nord ou du nord-est arrivent. La temperaturé la plus elevée a enregistré a été 46,5 °C le 22 janvier 1990 et le 21 février 2024.
Au contraire, les hivers sont doux à frais avec des températures maximales et minimales moyennes de 16,9 °C et 5,1 °C en juillet. Des jours froids et humides avec une température maximale ne dépassant pas les 12 °C surviennent au moins une fois par an. La température maximale la plus froid est de 7,2 °C le 19 juillet 1961. Il gèle en moyenne quatre fois par an à la nuit dans les nuits claires. La temperaturé la plus faible a enregistré a été −3,4 °C le 12 juillet 1969 et le 21 février 2024.
| Mois                                            | jan. | fév. | mars | avril | mai  | juin | jui. | août | sep. | oct. | nov. | déc. | année |
| ----------------------------------------------- | ---- | ---- | ---- | ----- | ---- | ---- | ---- | ---- | ---- | ---- | ---- | ---- | ----- |
| Température minimale moyenne (°C)               | 18,4 | 18   | 16,2 | 12,8  | 8,7  | 6,3  | 5,1  | 5,8  | 8,2  | 11,3 | 14,2 | 16,7 | 11,8  |
| Température maximale moyenne (°C)               | 33,7 | 32,2 | 29,5 | 25,3  | 20,7 | 17,6 | 16,9 | 18,7 | 22,4 | 26   | 29,1 | 32,1 | 25,4  |
| Record de froid (°C)                            | 8,8  | 8,5  | 5,7  | 1,7   | −1,8 | −3   | −3,4 | −2,4 | −0,6 | −1   | 3,1  | 5,5  | −3,4  |
| Record de chaleur (°C)                          | 46,5 | 46,5 | 44,5 | 40,1  | 33,4 | 27,6 | 28,7 | 32   | 37,9 | 40,9 | 44,7 | 45   | 46,5  |
| Précipitations (mm)                             | 26,4 | 31,7 | 25,6 | 20,2  | 24,3 | 27   | 23,9 | 21,4 | 13,4 | 15,6 | 18,9 | 15,9 | 264,6 |
| dont nombre de jours avec précipitations ≥ 1 mm | 2,5  | 3    | 2,7  | 3,3   | 3,8  | 4,7  | 4,7  | 4    | 2,8  | 2,7  | 2,7  | 2,4  | 39,3  |
| Humidité relative (%)                           | 24   | 30   | 32   | 38    | 44   | 48   | 46   | 39   | 31   | 27   | 25   | 24   | 34    |

## Personnalités nées à Kalgoorlie
- Meyne Wyatt (1989-), acteur australien.
- Leonard Ier (1925-2019), prince de Hutt River.
- John Cornell (1941-2021), scénariste, producteur et réalisateur australien.